# Actinosoma pentacanthum
Actinosoma pentacanthum là một loài nhện trong họ Araneidae.
Loài này thuộc chi Actinosoma. Actinosoma pentacanthum được Charles Athanase Walckenaer miêu tả năm 1842.